# CBHD
CBHD(China Blue High-Definition, 중국어: 中國蓝光高清光盘 또는 "China High Definition DVD")은 중화인민공화국 칭화 대학 광학 메모리 국립 공학 연구 센터(OMNERC)에서 2007년 9월 발표한 고화질 광 디스크 형식이다.
이 형식은 일반 DVD를 계승하기 위해 DVD 포럼에서 만든 매체인 HD DVD에서 파생된 것이다.
HD DVD는 블루레이와의 포맷 전쟁에서 패배하여 폐기되었지만 CBHD는 중국에서만 계속 생산 및 판매되었다.

## 같이 보기
- 슈퍼 비디오 CD
- 블루레이